# Csodatévő Szent Miklós-templom
A szófiai Csodatévő Szent Miklós-templom (bolgárul: Свети Николай Чудотворец), más néven orosz templom (bolgárul: Руска църква), egy 1907 és 1914 között épült ortodox templom.

## Története
Az aranyozott hagymakupolájú, Szent Miklósnak ajánlott, de a köznyelvben csak orosz templomként ismert épület az egyik legkönnyedebb formájú ortodox keresztény templom Bulgáriában. Az épület a 17. századi moszkvai templomok stílusában épült a 20. századi elején. A templom Szófia központi helyén áll, közel az Alekszandr Nyevszkij-székesegyházhoz és a parlamenthez.
Eredetileg az orosz nagykövetség kápolnájának készült, de később, az 1917-es orosz forradalom elől menekülő emigránsok imahelye lett. Az építkezésre a cári Oroszország diplomatája, Dmitrij Szementovszkij-Kurillo adott utasítást, aki féltette a lelki üdvét, ha az általa szakadárnak tartott bolgár ortodox egyház templomában imádkozik.
A templom az 1920-as években a több ezer menekültet számláló orosz közösség kulturális központjává vált. Itt mutatta be a liturgiát Szerafim (Szobolev) orosz ortodox érsek. Halála után a templom kriptájában temették el. Az érseket ugyan nem avatták hivatalosan szentté, a hívek mégis csodatevőként tisztelik. 1944-ben, amikor Bulgáriában is megváltozott a politikai berendezkedés, a templom a moszkvai egyházmegye része lett.

## Építése

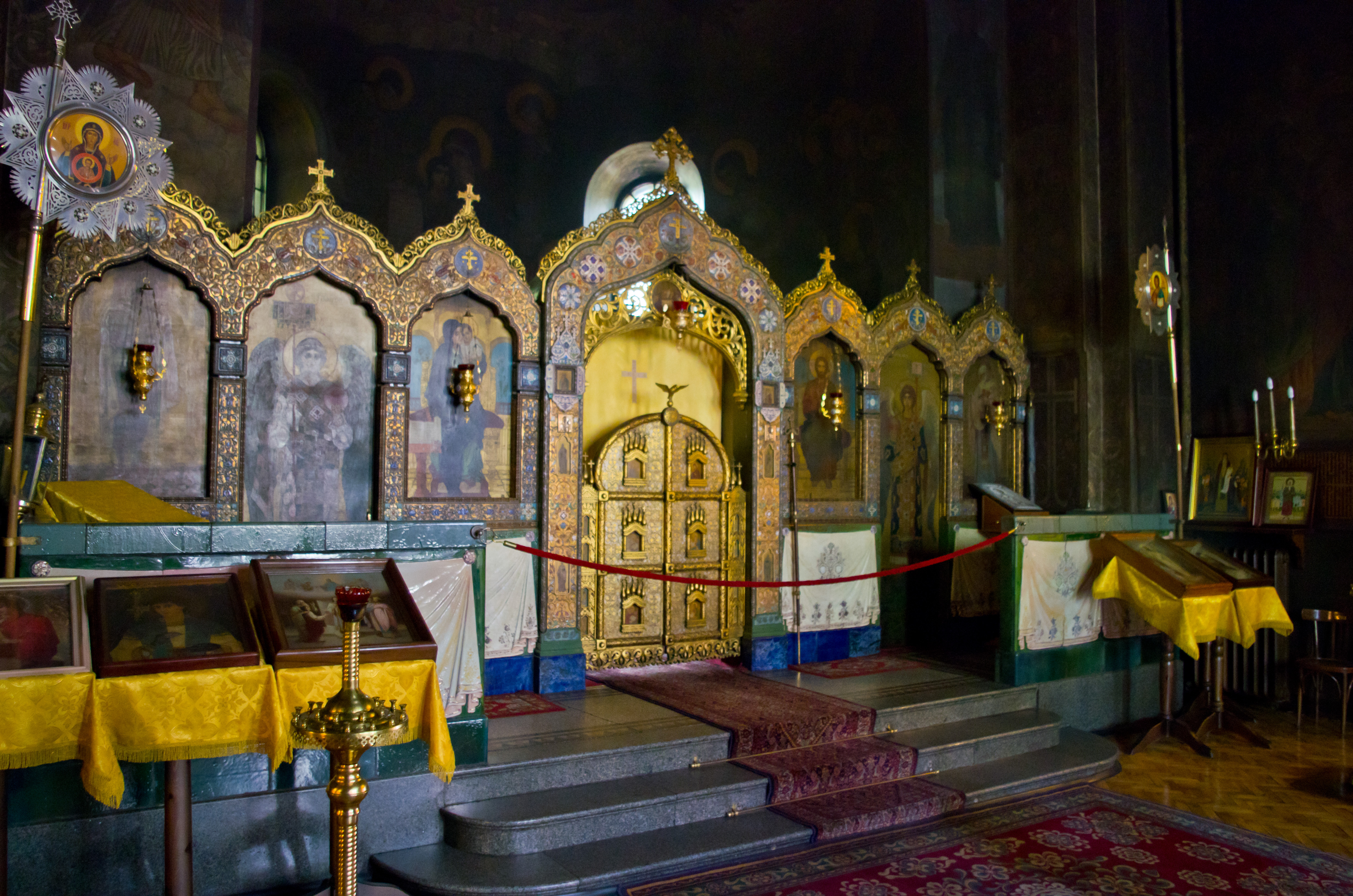
Az ikonosztáz

A templom építése a század elején kezdődött, de csak 1914-re fejeződött be. Az építészeti terveket Mihail Preobrazsenszkij, a szentpétervári művészeti akadémia professzora készítette, aki tervezett ortodox templomot Tallinnba és Firenzébe is.
Az épületet egyetlen nagy, központi kupola borítja. Az oltár a keleti oldalon, a zarándokok emelvénye a nyugatin található. A déli oldalon van a főbejárat. Az épület tetején öt torony van, egy nagyobb a kupola közepén, négy kisebb a szélein. Valamennyi tornyot aranyozott hagymakupola díszíti, a tetőt pedig smaragdzöld cserepek borítják. Az északi és a déli bejáratot sátortető védi, amelyet ugyanolyan cseréppel fedtek le, mint a központi tornyot. A déli bejáratot Csodatévő Szent Miklós ikonja, az északit Szent Alekszandr Nyevszkijé díszíti.
A belső tereket orosz festők freskói borítják. Az északi hajó mennyezetén a feltámadást ábrázoló kép látható. A délit Szent Miklós, Rilai Szent János és a Mindenható Krisztus ikonja díszíti. Ez utóbbi a 18. századból származik, és egy ismeretlen görög ikonfestő alkotása. A képek ma igencsak sötétek és nehezen kivehetők a templomban elégetett gyertyák füstje miatt. Érdekesség, hogy a templom parkettázott.